# Colegio Mayor de Antioquia
La Institución Universitaria Colegio Mayor de Antioquia es una institución de educación superior colombiana radicada en el barrio Robledo de Medellín. Definido como establecimiento público incorporado al Municipio de Medellín, Cuenta con cuatro facultades agrupadas en dos bloques académicos.
El 1 de octubre de 2020, el Ministerio de Educación Nacional le otorgó la Acreditación Institucional en Alta Calidad, con una vigencia de 6 años.

## Características y ubicación
Originalmente llamado Colegio Mayor de Cultura Femenina de Antioquia, cuenta con un campus de 25.000 metros cuadrados aproximadamente. En él se encuentra el actual edificio de la institución, diseñado por Pedro Nel Gómez. Destinado originalmente para albergar el bachillerato de la Universidad de Antioquia, fue adaptado en 1940 por los arquitectos Bruno Violi y Julio Bonilla para la escuela de ingeniería química.

## Historia
La historia del Colegio Mayor de Antioquia se remonta al nacimiento de los Colegios Mayores de la Cultura Femenina, fundados en los departamentos colombianos de Antioquia, Bolívar, Cauca y Cundinamarca, que fueron creados mediante la Ley 48 del 17 de diciembre de 1945. Dicha ley fue firmada por Alberto Lleras Camargo, presidente de la República, y el ministro de Educación, el historiador Germán Arciniegas.
Estas instituciones tenían como misión ofrecer carreras universitarias a mujeres en una época en la cual imperaba el pensamiento de que su lugar era el hogar, más concretamente, al frente de las labores domésticas. Esto lo tenían muy presente tanto las instituciones públicas como privadas, y aquellas que se aventuraron a recibir mujeres tuvieron luego que rechazarlas debido a que algunas daban mejores resultados académicos que los hombres, y eso era un golpe demasiado fuerte al pensamiento machista de aquel tiempo. 
Dentro de este marco contextual nacieron entonces los Colegios Mayores, entre ellos el de Antioquia, conocido como la universidad femenina Orgullo de la mujer antioqueña y de la educación femenina. El colegio mayor de Antioquia inicio labores un primero de marzo de 1946 y fue inaugurado oficialmente el 12 de junio de ese mismo año por el ministro de Educación Germán Arciniegas. Contaba entonces con 48 alumnas .
La primera rectora que tuvo el Colegio Mayor de Antioquia fue Teresa Santamaría de González, quien junto al ministro Arciniegas fueron los gestores de esta idea.
La Institución empezó a funcionar en la ciudad de Medellín en una vieja casona situada en la calle Caracas con Venezuela donde hoy se encuentra el teatro Odeón. Luego comenzó un recorrido por varios locales como fueron los situados en la calle Perú, Parque de Bolívar, Maracaibo, Caracas, La Playa, Venezuela y Carabobo.

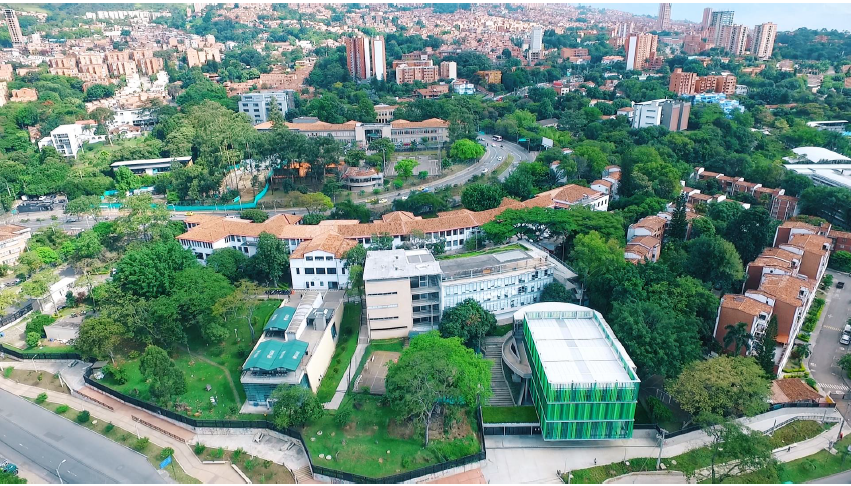
Campus Universitario, imagen área Medellín, Colombia. (2021)

La señora Teresa Santamaría de González llevó la dirección de la Institución por más de 30 años. Estableció las carreras de Secretariado, Letras, Orientación Familiar (luego llamada Promoción Social), Técnicas de Laboratorio o Bacteriología, Bibliotecología, Periodismo y delineante de arquitectura. 

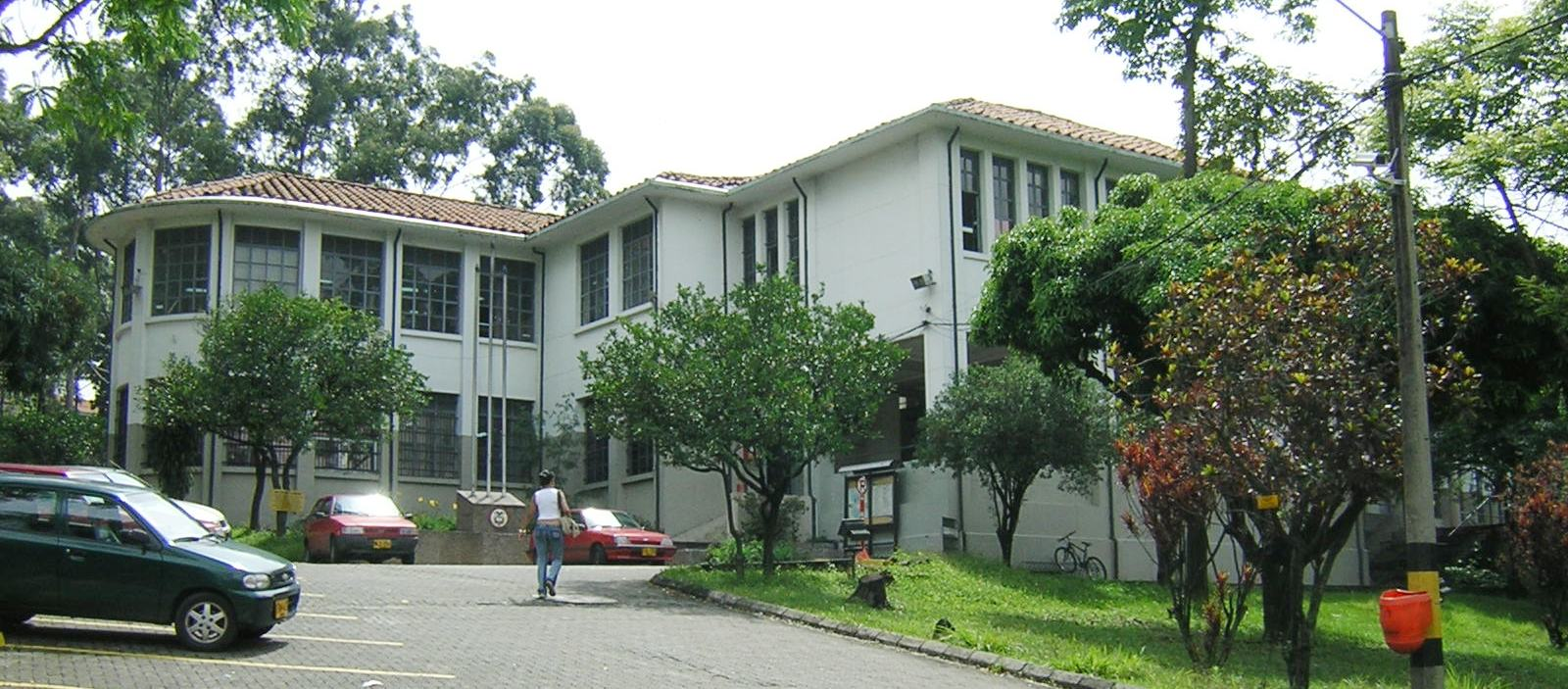
Bloque Patrimonial Institución Universitaria
Colegio Mayor de Antioquia, Medellín, Colombia. (10 may 2006)

Se abrió la escuela de Auxiliar de Cirujano en 1947, con el curso de Auxiliares de Cirugía, por sugerencia de distintos médicos, dada la insuficiencia de personal especializado en esta área. La escuela funcionó hasta el año 1952. En 1951 se abrió la escuela de Laboratorio Clínico, renombrada como escuela de Bacteriología y Laboratorio Clínico en 1955 con tres años de estudio y uno de prácticas, programa que actualmente se desarrolla a nivel profesional.
Se abrió la escuela de Orientación Familiar en 1949, el cual dio origen al programa de tecnología en Promoción Social posteriormente, y la Sección de Bachillerato que funcionó hasta 1964 y que pasó a ser luego el Liceo Nacional Femenino Javiera Londoño. 
Se iniciaron en 1953 los cursos de extensión los cuales daban conocimientos en Tecnologías específicas en el campo de las artes. Como programa de Extensión Cultural, se creó la Escuela de Arte Dramático, dirigida por el español Fausto Cabrera, en ella se dictaban clases de ballet, baile español y se trajeron personajes internacionales de la poesía y la literatura.
En 1958, según consta en la Resolución 32009 del Ministerio de  
Educación Nacional, se reglamenta el funcionamiento del Instituto de Orientación Familiar de Antioquia “y de los similares que se organicen posteriormente en los Colegios Mayores de Cultura Femenina”. 
En el mismo año y por resolución N.º 3556, se aprueban los Programas para los Institutos de Orientación Familiar de los Colegios Mayores de Cultura Femenina.

Para 1955, el Colegio Mayor de Cultura Femenina de Antioquia, era una institución destinada a ofrecer a la mujer carreras universitarias de ciencias, letras, artes y estudios sociales, tendientes a formar a sus alumnas en grado eminente, formando en el conocimiento de las fuentes y en la práctica del trabajo científico. 

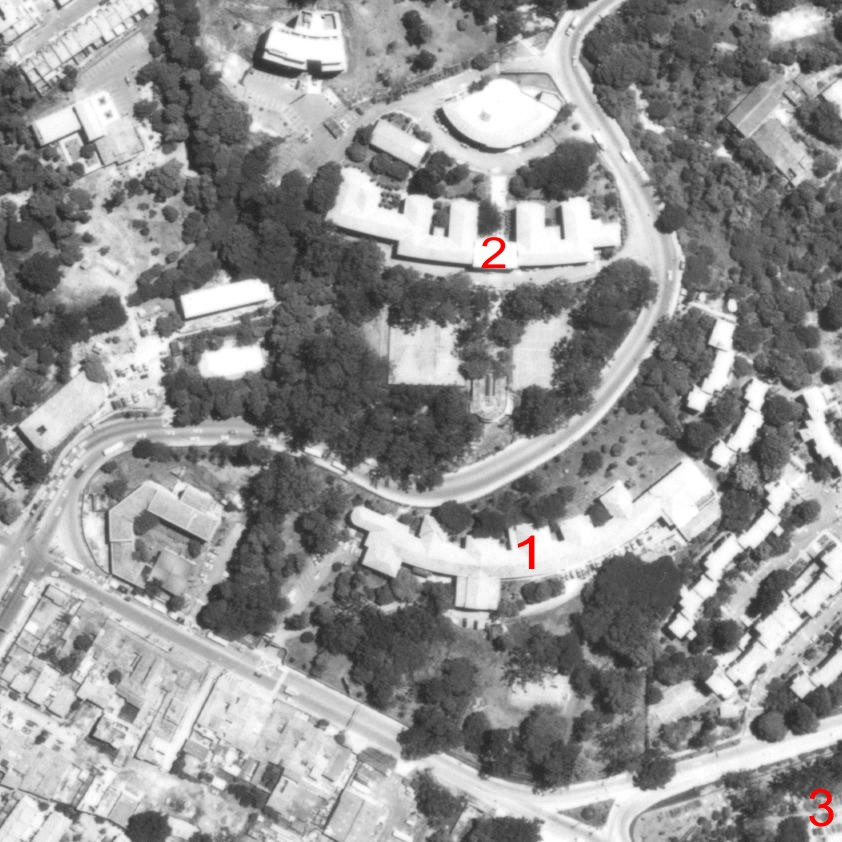
Vista aérea de la Institución Universitaria Colegio Mayor de Antioquia (1), Facultad de Minas de la Universidad Nacional (2) sede Barrio Robledo, Medellín y la Ciudadela Robledo (3) de la Universidad de Antioquia. Tanto el Colegio Mayor como la Facultad de Minas fueron diseñados por el maestro Pedro Nel Gómez.

Para ese año, la Institución comprendía las escuelas de: Bacteriología, Secretariado Comercial con sus secciones de Técnicas en Comercio y Comercio Superior, Delineantes de arquitectura, Biblioteconomía, Instituto de Orientación Familiar y la Sección de Bachillerato que comprendía desde primero hasta sexto año. 
En 1967, según acta N.º 6, fue autorizada la compra de un edificio apropiado. Con ello se buscaba recibir un mayor número de alumnas pues año tras años aumentan las solicitudes para las diferentes escuelas y se podrían abrir nuevas carreras que por falta de espacio no habían sido posibles.
El 16 de junio de 1969 fue adquirido por el Gobierno Nacional, el local que ocupaba la Facultad de Química de la Universidad de Antioquia, en el sector de Robledo, y fue entregado en 1970 a la Institución Universitaria Colegio Mayor de Antioquia. Estas son las instalaciones en la cual funciona actualmente la Institución, en ella encontramos los artísticos murales de los maestros Pedro Nel Gómez y León Posada (quién fue profesor por muchos años en ésta Institución).
Desde el año 1970 hasta 1995, la Institución universitaria Colegio Mayor de Antioquia ocupó este edificio en calidad de comodato, luego el 6 de octubre de 1995 pasa a ser de su propiedad concedido por el Ministerio de Educación Nacional en cumplimento del Decreto 758 de 1988. Este acto se protocolizó con las firmas de la rectora de la Institución y la ministra de Educación Nacional María Emma Mejía Vélez.
En el año de 1971 se inicia la carrera de guías locales, la cual dio lugar a la escuela de administración Turística. Este programa era asistido directamente por la Corporación Nacional de Turismo.
Desde el 1 de febrero de 1975, la rectora de la institución es Lucia Duque de Vargas. A partir de la fecha la rectora elevó el nivel académico de carreras Medias a nivel universitario y en 1979 se crea el programa de Tecnología en Promoción Social.

Hasta este momento, los programas tuvieron el carácter de Educación Técnica Profesional. A partir de 1976, el Colegio Mayor de Antioquia adquiere el carácter de Institución Tecnológica y en 1980 recibe la denominación de Institución Universitaria, la cual tiene hasta el día de hoy. En el año de 1999 la Doctora Lucia Duque de Vargas entregó la rectoría a la doctora Ana Lucia Hincapié Flórez mediante el decreto 1627 del 23 de agosto de 1999 del Ministerio de Educación Superior e inicia sus labores el 6 de septiembre del mismo año. En este mismo año se aprobó el primer posgrado de la institución (Especialización en Aseguramiento de la Calidad Microbiológica de Alimentos). De igual forma buscando mejorar la calidad educativa y oportunidades profesionales, se dio inicio al programa de Tecnología en Citohistologia, respondiendo a una necesidad explícita del sector de la salud.
En la actualidad la Institución universitaria Colegio Mayor de Antioquia, se proyecta en la región y el país, como una institución que aporta en la construcción de una sociedad más incluyente y equitativa por medio de sus facultades de Ciencias Sociales, Administración, arquitectura e ingeniería y ciencias de salud, formando profesionales críticos de su realidad económica, política, ambiental y cultural. 
Hoy es preocupación   la modernización y sistematización de la biblioteca y en general de la institución.

## Facultades y programas
La Institución Universitaria Colegio Mayor de Antioquia cuenta con cuatro facultades y cada una con sus respectivos programas.
- Facultad de Arquitectura e Ingeniería
  - Arquitectura
  - Construcciones Civiles
  - Ingeniería Ambiental
  - Tecnología en Delineante de Arquitectura e Ingeniería
  - Tecnología en gestión catastral

- Facultad de Administración
  - Administración de Empresas Turísticas
  - Tecnología en gestión Turística
  - Tecnología en Gestión de Servicios Gastronómicos
  - Ingeniería comercial
  - Profesional en Gastronomía y Culinaria

- Facultad de Ciencias de la Salud
  - Bacteriología y Laboratorio Clínico
  - Biotecnología
  - Tecnología en seguridad y salud en el trabajo

- Facultad de Ciencias Sociales
  - Planeación y Desarrollo Social
  - Tecnología en gestión comunitaria

- Posgrados
  - Especialización en construcción sostenible
  - Especialización en microbiología ambiental
  - Maestría en microbiología clínica - En convenio con la Universidad de San Buenaventura de Cartagena
  - Maestría en bioquímica clínica - En convenio con la Universidad de San Buenaventura de Cartagena
  - Maestría en gestión de la calidad de alimentos- En convenio con la Corporación Universidad Lasallista

## En la actualidad
La Institución Universitaria Colegio Mayor de Antioquia viene trabajando arduamente para alcanzar un reconocimiento nacional e internacional, proyectándose al mercado académico con pregrados innovadores como lo es el caso de la  Biotecnología y las ciencias sociales enfocadas al trabajo por y para la comunidad, en conjunto con las áreas tradicionales del saber como lo es la Bacteriología, la arquitectura y la administración.
Se ha desarrollado a lo largo del tiempo un fuerte en el tratamiento de aguas residuales, por parte de la planta docente y estudiantil, que se han encargado de trabajar, brindando apoyo mutuo para obtener excelentes resultados y convertirse en referente nacional e internacional en descontaminación de aguas. 